# 高山寺

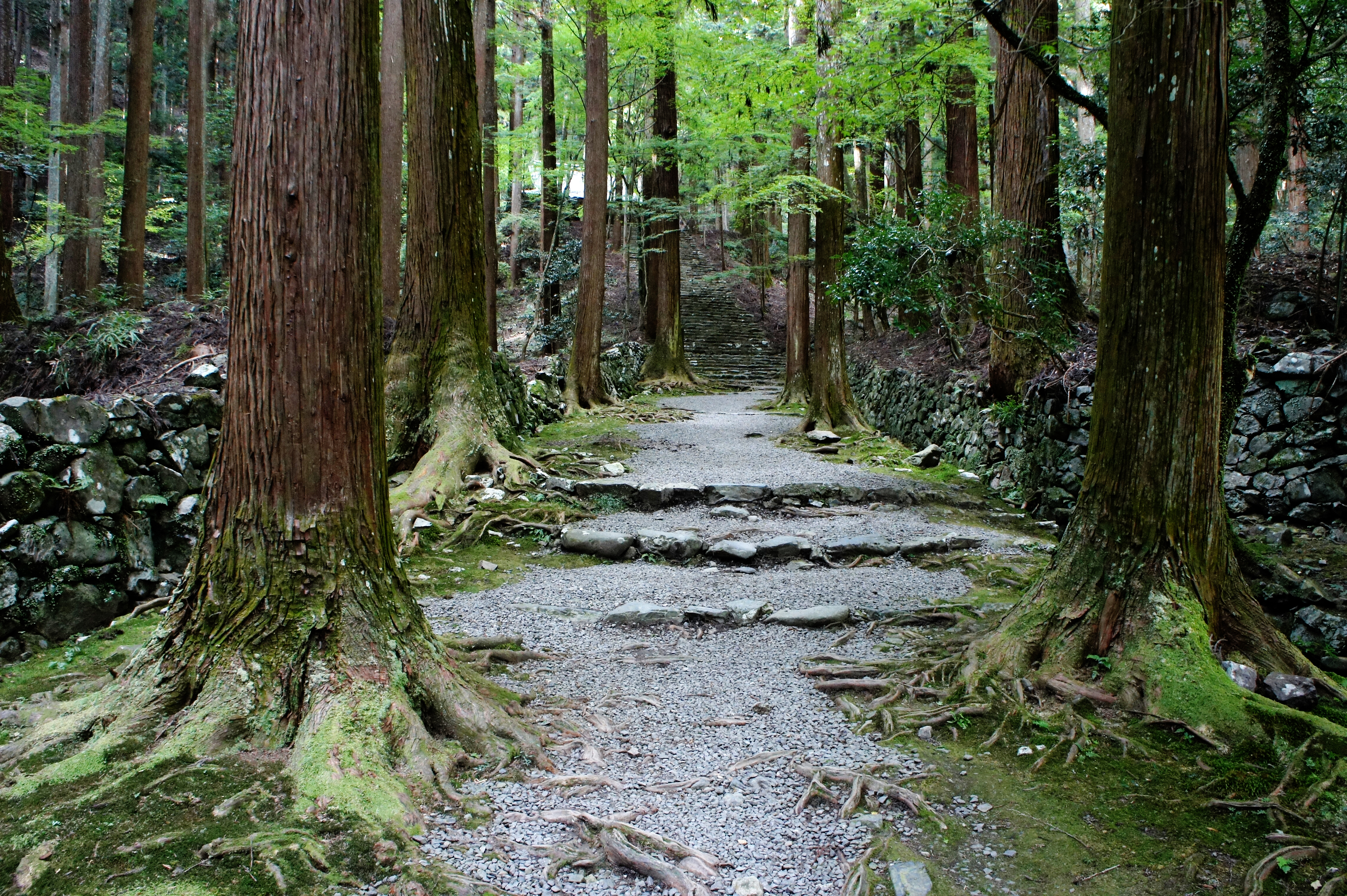
境内風景

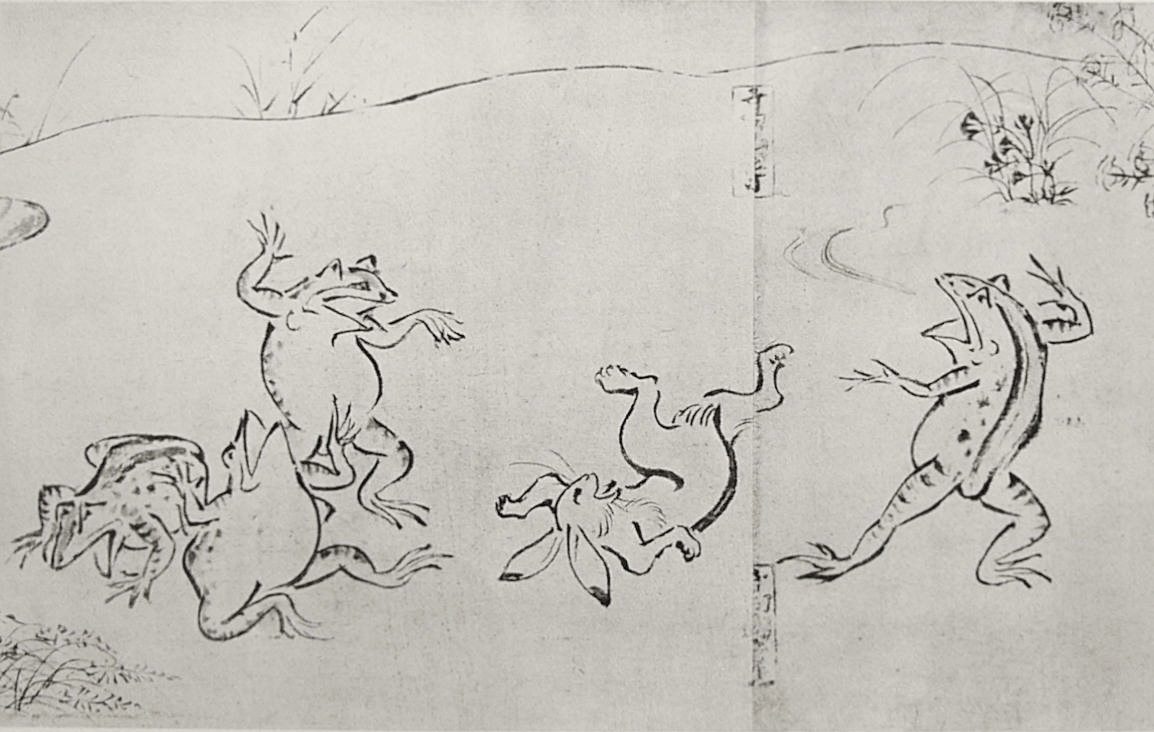
鳥獣人物戯画（国宝、甲巻部分）兎と蛙の相撲の場面

高山寺（こうざんじ、こうさんじ）は、京都市右京区梅ヶ畑栂尾町（とがのおちょう）にある真言宗系単立の寺院。山号は栂尾山。本尊は釈迦如来。
栂尾は京都市街北西の山中に位置する。創建は奈良時代と伝えるが、実質的な開基（創立者）は、鎌倉時代の明恵である。もともとここにあった神護寺の子院が荒廃した跡に神護寺の文覚の弟子であった明恵が入り寺としたものである。「鳥獣人物戯画」をはじめ、絵画、典籍、文書など、多くの文化財を伝える寺院として知られる。境内が国の史跡に指定されており、「古都京都の文化財」として世界遺産に登録されている。

## 歴史
高山寺のある栂尾は、紅葉の名所として知られる高雄山神護寺からさらに奥に入った山中に位置し、古代より山岳修行の適地として小寺院が営まれていたようである。今の高山寺の地には、奈良時代から「度賀尾寺」「都賀尾坊」などと称される寺院があり、宝亀5年（774年）、光仁天皇の勅願で建立されたとの伝えもあるが、当時の実態は明らかでない。平安時代には近隣の神護寺の別院とされ、神護寺十無尽院（じゅうむじんいん）と称されていた。これは、神護寺本寺から離れた隠棲修行の場所であったらしい。
高山寺の中興の祖であり、実質的な開基とされるのは、鎌倉時代の華厳宗の僧、明恵である。明恵房高弁は承安3年（1173年）に紀伊国有田郡（現・和歌山県有田川町）で生まれた。父は平重国という武士であり、母は紀州の豪族湯浅氏の娘であった。幼時に両親を亡くした明恵は9歳で生家を離れ、母方の叔父に当たる神護寺の僧・上覚のもとで仏門に入った。
明恵は法然の唱えた「専修念仏」の思想を痛烈に批判し、華厳宗の復興に努めた。「専修念仏」とは、仏法が衰えた「末法」の時代には、人は菩提心（さとり）によって救われることはなく、念仏以外の方法で極楽往生することはできないという主張であり、これは菩提心や戒律を重視する明恵の思想とは相反するものであった。ただし、明恵はこうした批判をしたにもかかわらず、法然その人とは終生交誼を絶やすことはなかった。
明恵は建永元年（1206年）11月、34歳の時に後鳥羽上皇から栂尾の地を与えられ、また寺名のもとになった「日出先照高山之寺」の勅額を下賜された。この時が現・高山寺の創立と見なされている。「日出先照高山」（日、出でて、まず高き山を照らす）とは、「華厳経」の中の句で、「朝日が昇って、真っ先に照らされるのは高い山の頂上だ」という意味であり、そのように光り輝く寺院であれとの意が込められている。
また明恵は、鎌倉時代初期に臨済宗の開祖栄西から茶の種を貰い、当寺の境内に植えたという伝承がある。この地で栽培された茶は、栄西が南宋へ留学した際にそこで種子を得て、帰国後に明恵の求めに応じて贈ったものと伝える。明恵はこれを初めは栂尾山の深瀬に植え、明恵が没した後も栂尾において栽培が続けられた。また宇治の民の願いによって明恵が宇治に種を撒き、宇治その他の土地に広まったとも伝える。
なお、この栂尾産の茶は鎌倉時代後期にはその味わいの良さが評判となり、金沢貞顕ら東国の武士たちまで争って求めるほどの高評価を得た。このため室町時代初中期に盛んに行われた闘茶においては、「我が朝の茶の窟宅は、栂尾をもて本となすなり」（『異制庭訓往来』）として栂尾産の茶を「本茶」と呼び、その他の地で産出したものを「非茶」と呼んだ。
承久元年（1219年）に建立された本堂には、運慶とその弟子たちが作った丈六盧舍那仏像と四天王像が貞応2年（1223年）に置かれたが室町時代に焼失している。
高山寺は中世以降、たびたびの戦乱や火災で焼失し、鎌倉時代の建物は石水院を残すのみとなっている。
1966年（昭和41年）に、当寺は仁和寺当局による双ヶ丘の売却に抗議して真言宗御室派から離脱し、以後は真言宗系の単立寺院となった。

## 境内
建永元年（1206年）11月の中興から20数年を経た寛喜2年（1230年）に作成された高山寺境内の絵図（重要文化財、神護寺蔵）が現存しており、当時の様子が具体的にわかる点で貴重である。それによると当時の高山寺には、大門、金堂、三重塔、阿弥陀堂、羅漢堂、鐘楼、経蔵、鎮守社などがあったことが知られるが、このうち、当時「経蔵」と呼ばれた建物が「石水院」として現存するほかは、ことごとく失われている。石水院から開山堂に至る道の両側に残る石垣は、かつての諸堂や塔頭を偲ばせている。
- 金堂 - 寛永年間（1624年 - 1644年）に仁和寺真光院から古堂を移築したもの[1]。
- 石造宝塔
- 春日明神社
- 明恵上人御廟
  - 御廟門
- 開山堂 - 江戸時代の再建。明恵が入寂した禅堂院の跡地に立つ。明恵の肖像彫刻（重要文化財）が安置されている[1]。
- 法鼓台文庫 - 収蔵庫。1959年（昭和34年）築。コンクリート造3階建て[1]。
- 法鼓台
- 茶園 - もとは高山寺の中心的僧房・十無尽院があった場所だとされる。明恵が、鎌倉時代初期に臨済宗の開祖栄西から茶の種を貰い植えたという伝承に基づき、「日本最古の茶園」の石碑が建つ[1][注 4]。
- 本坊
  - 石水院（国宝） - 五所堂とも呼ばれる。鎌倉時代の建築。入母屋造、杮（こけら）葺き。後鳥羽上皇の学問所を下賜されたものと伝え、明恵の住房跡とも伝える。外観は住宅風だが本来は経蔵として造られたものである。もとは東経蔵として金堂の東にあった。安貞2年（1228年）に洪水で石水院が無くなってしまったため、その後に東経蔵が新たな石水院として整備され、春日明神・住吉明神を祀ることとなった。1889年（明治22年）に現在地に移築された。正面の欄間にある扁額「石水院」は富岡鉄斎の筆。南面の欄間にある勅額「日出先照高山之寺（ひいでてまずてらすこうざんのてら）」は伝・後鳥羽上皇の筆[1]。
  - 庫裏
  - 客殿
  - 茶室「遺香庵」 - 1931年（昭和6年）[1]に大原孫三郎、根津嘉一郎、住友吉左衛門、団琢磨、堂本印象など財界人を中心とした103名の寄進により建てられた。
  - 庭園「遺香庵庭園」（京都市指定名勝） - 1931年（昭和6年）に小川治兵衛により作庭[1]。
  - 腰掛待合「茶徳亭」 - 鐘楼でもある。掛けられている梵鐘は「茶恩鐘」と呼ばれる。
  - 表門
- 塔頭跡 - 石垣が残る。

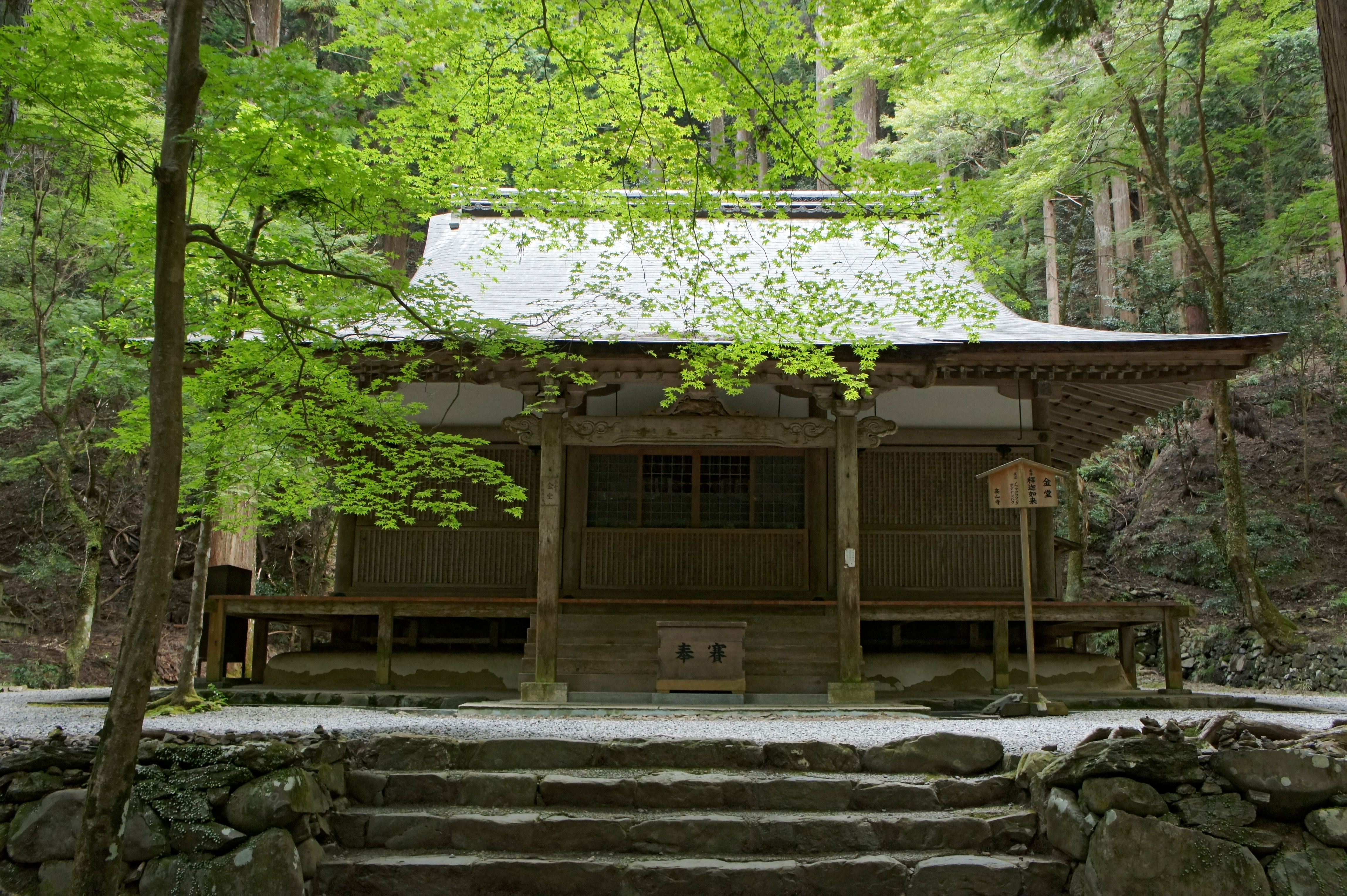
金堂
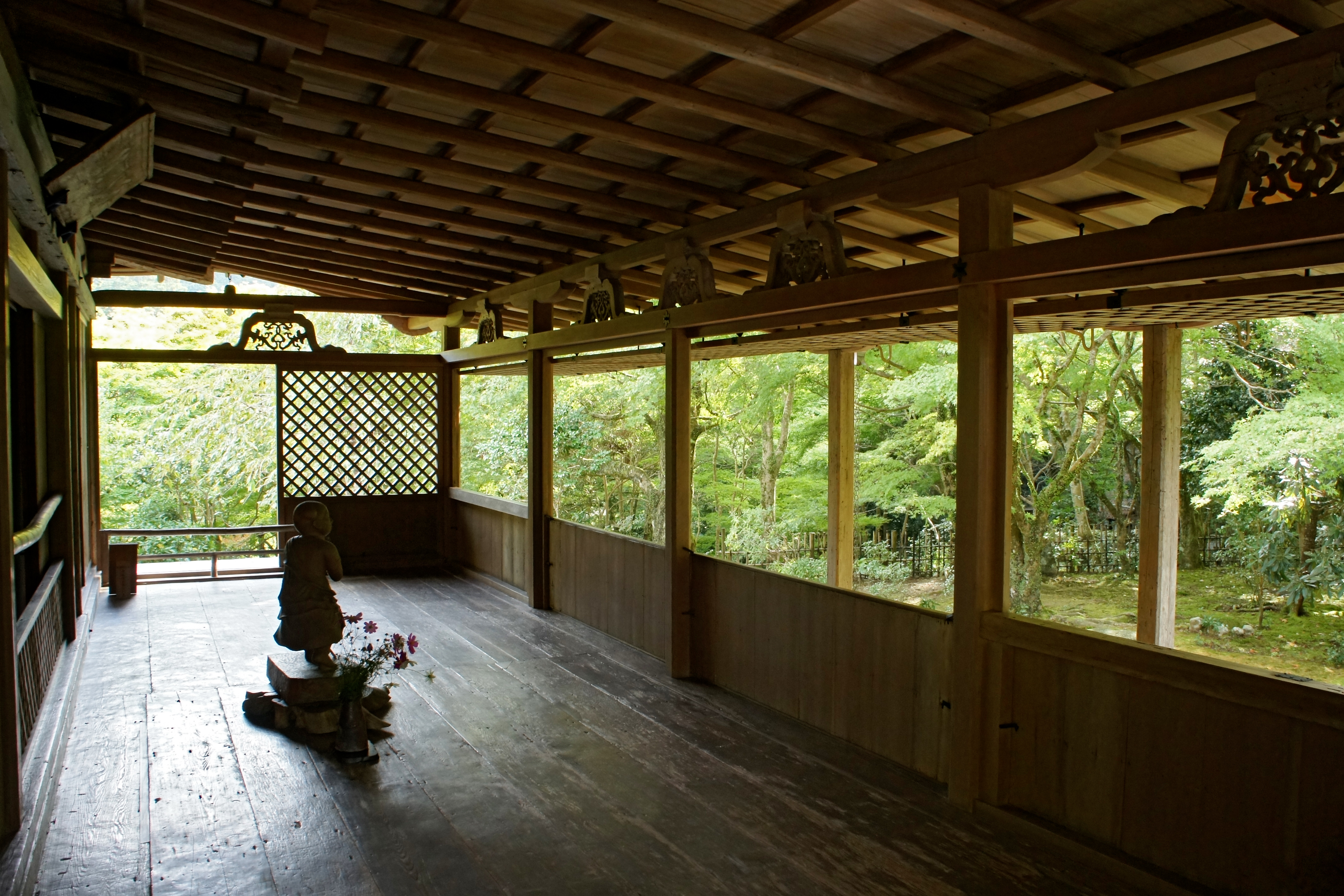
石水院（国宝）
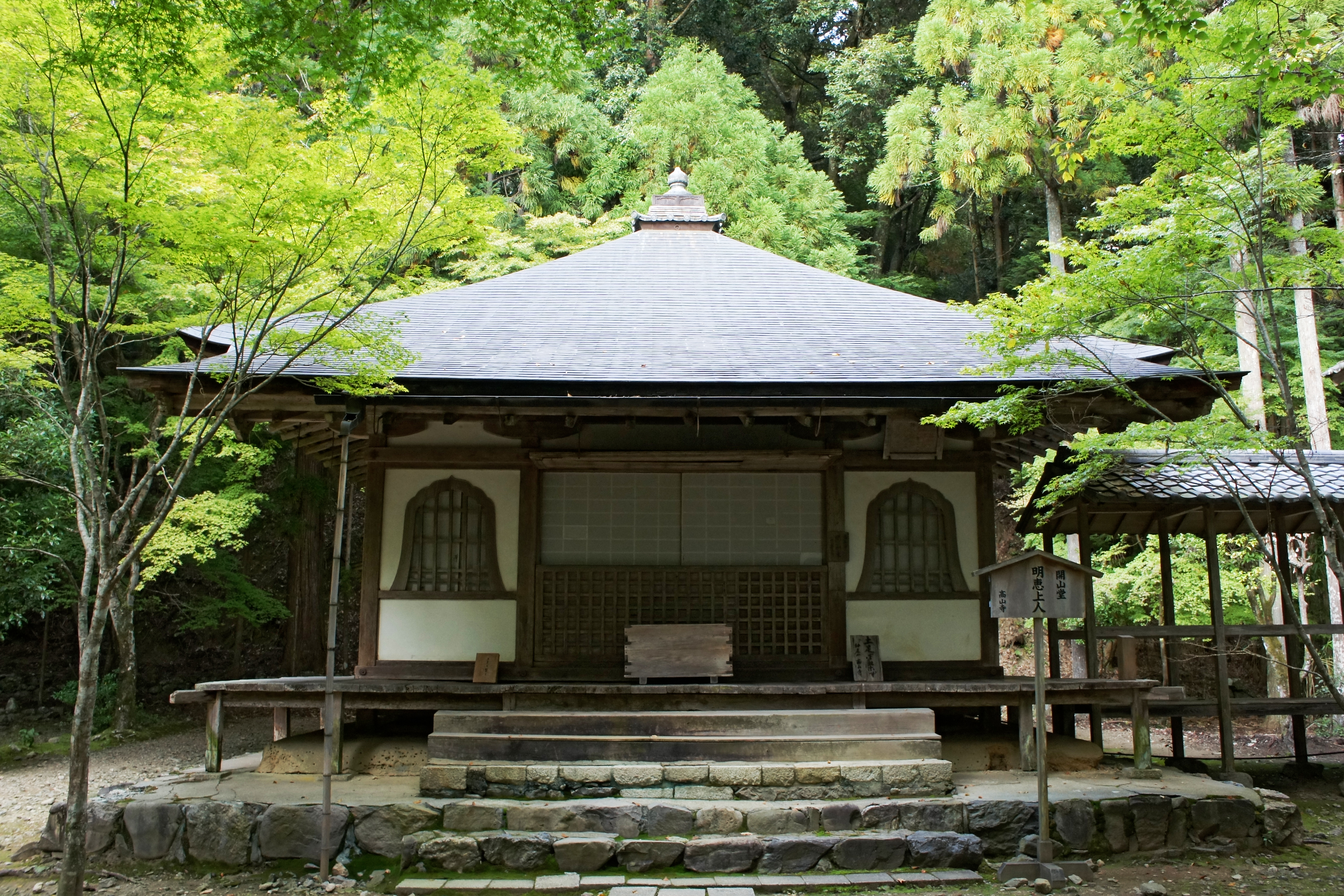
開山堂
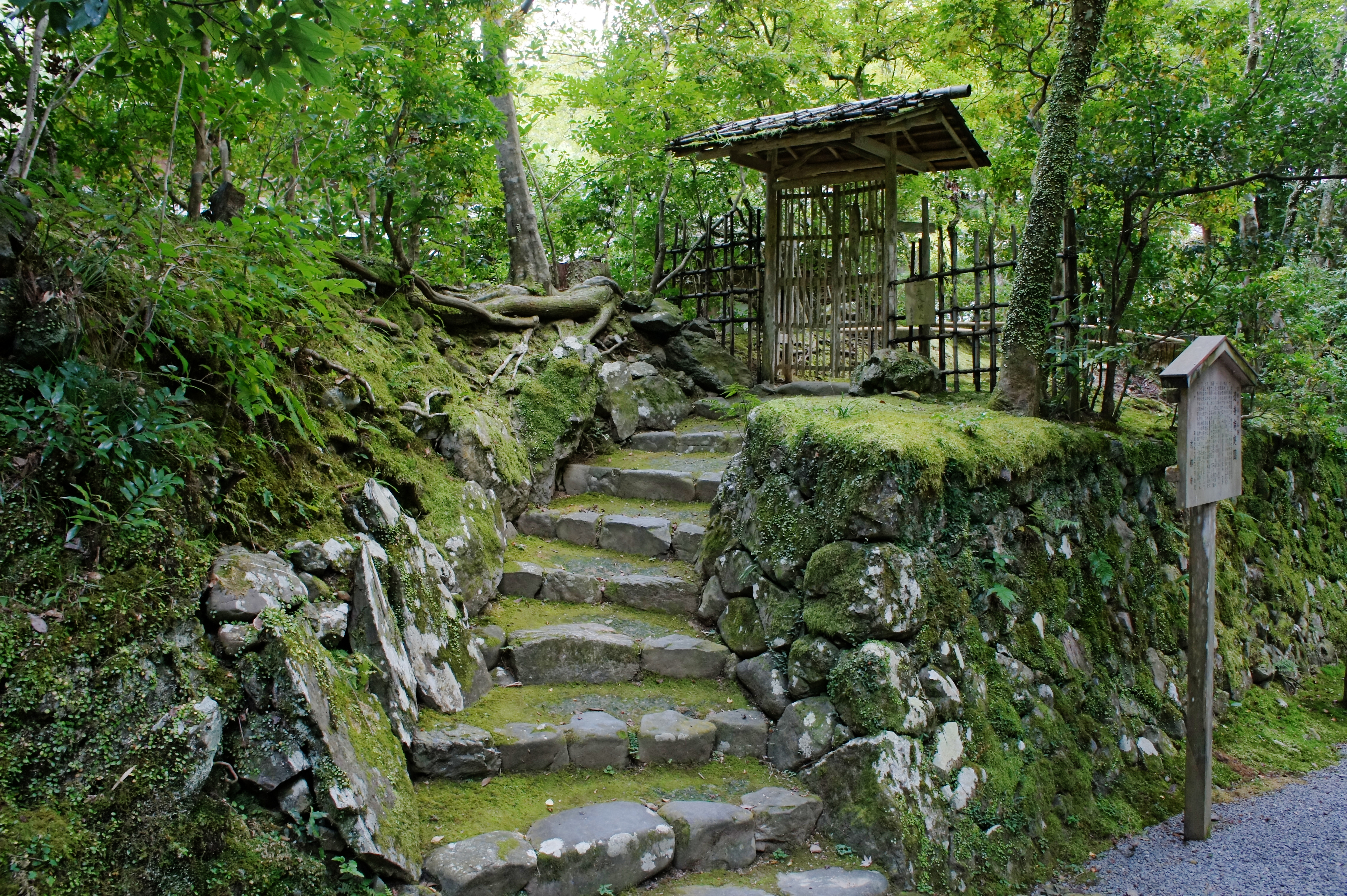
遺香庵

## 文化財

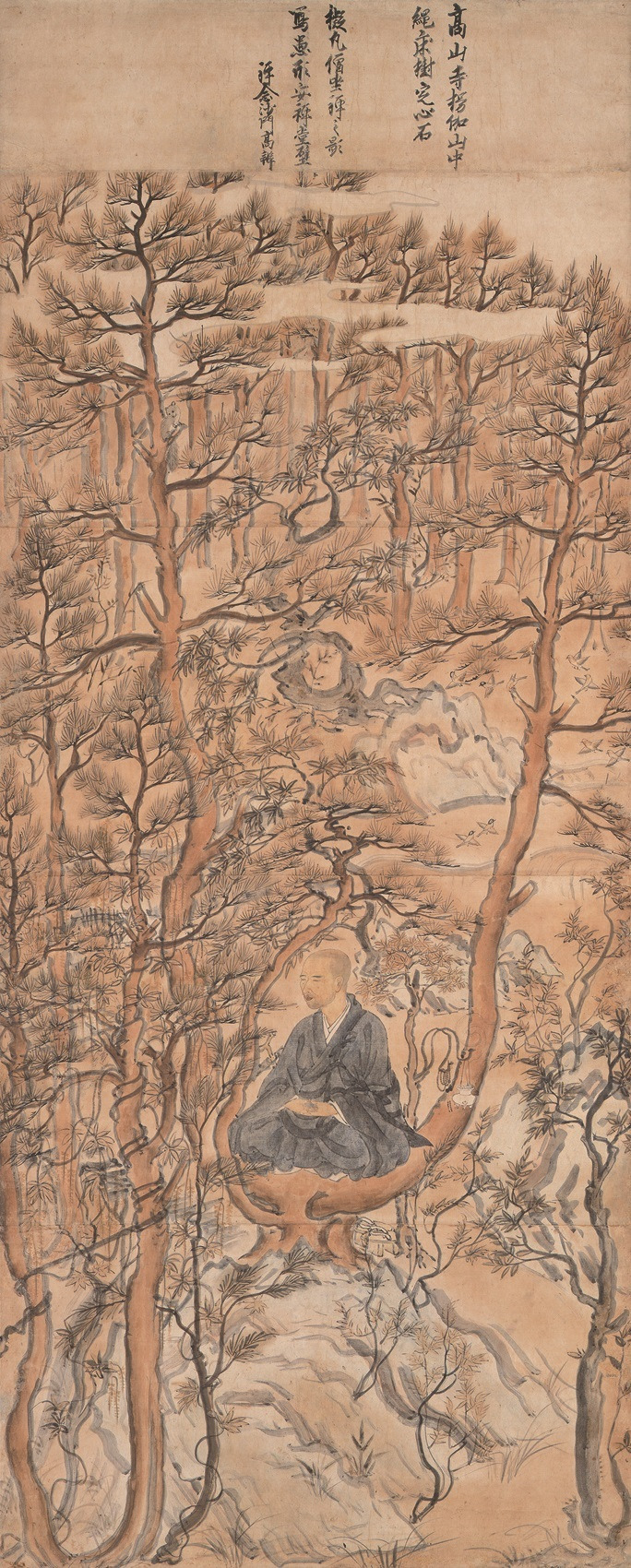
明恵上人像（樹上坐禅像）（国宝）

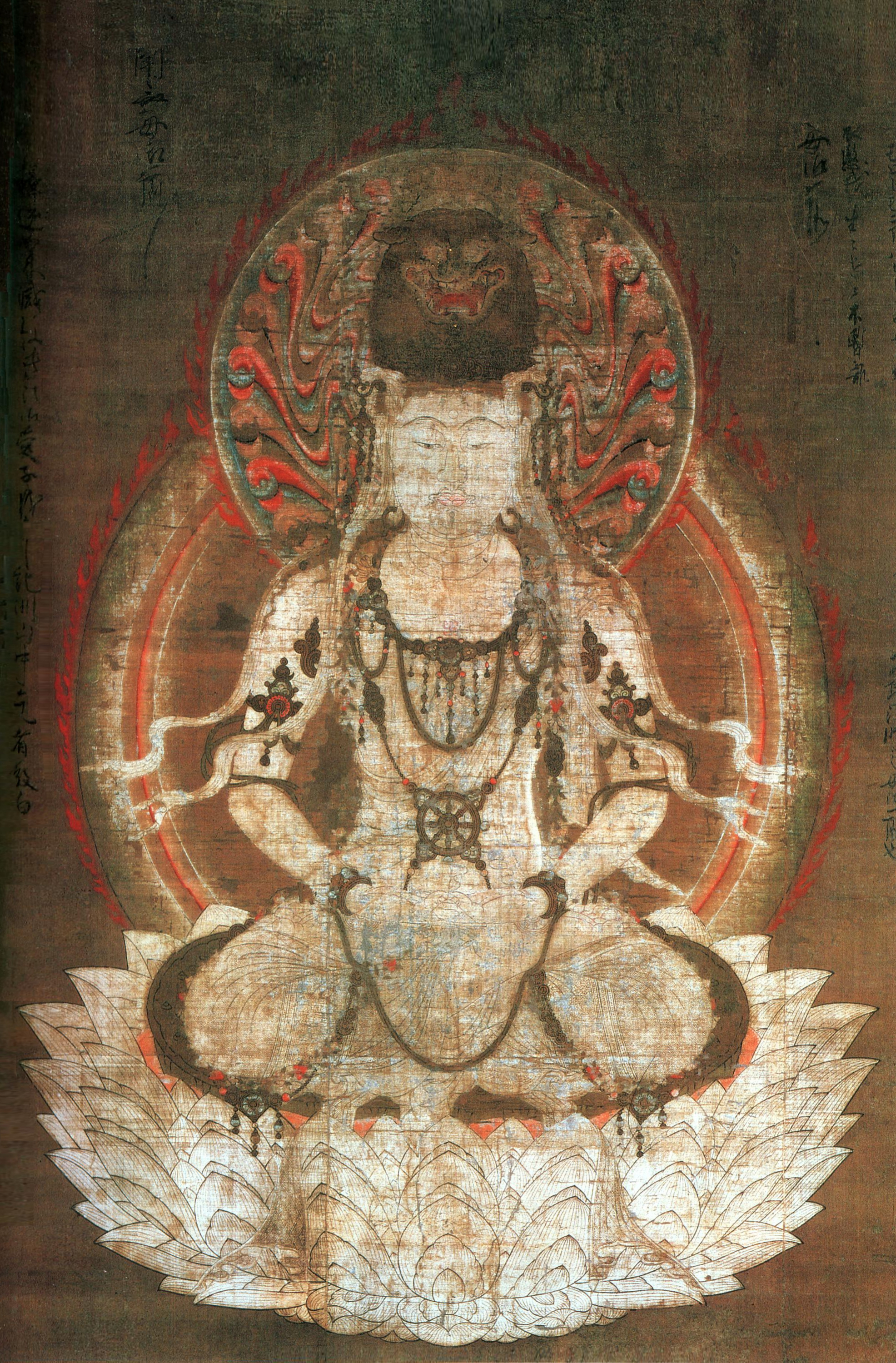
仏眼仏母像（国宝）

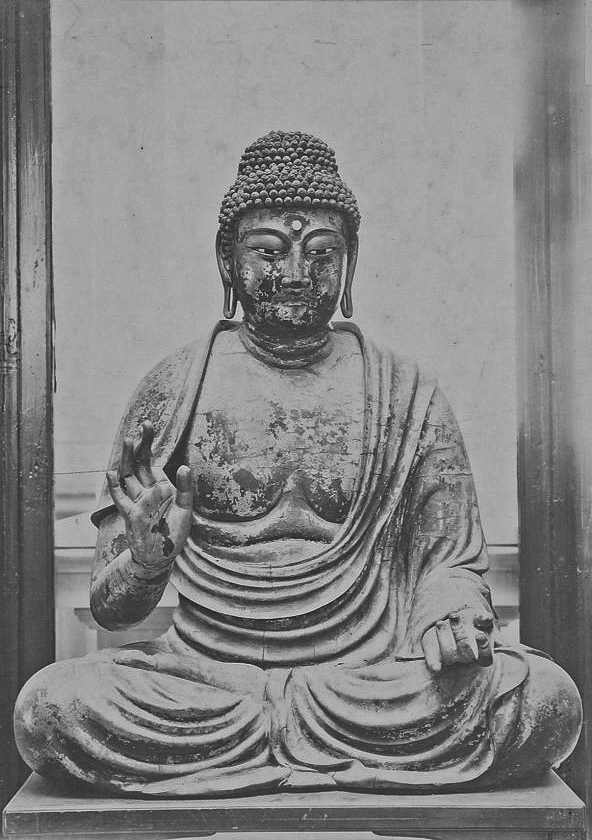
乾漆薬師如来坐像（重要文化財）

数多くの文化財を所蔵するが、建造物を除く指定文化財の大部分は東京および京都の国立博物館に寄託されている。

### 国宝
- 石水院
- 紙本墨画鳥獣人物戯画 4巻 - 甲乙丙丁の4巻からなる絵巻。すべて墨画で彩色はない。また、普通の絵巻のように絵と詞（ことば）が交互に現われる形式ではなく、絵のみで構成される。甲巻は兎、蛙、猿などの動物を擬人化したもので、4巻の中でもっともよく知られる。乙巻は写生風の動物絵、丙巻は前半が各種の競技やゲームに興じる人物の戯画で、後半は動物戯画、丁巻は荒々しいタッチの人物戯画である。制作年代は甲・乙巻が平安末期、丙・丁巻は鎌倉時代と推定される。制作事情、主題等については諸説あるが、特に甲巻のユーモラスな動物戯画は秀逸で、現代日本の漫画文化のルーツとも見なされる。甲・丙巻が東京国立博物館、乙・丁巻が京都国立博物館に寄託されており、寺で見られるのは模本である。絵巻の画像と解説は「鳥獣人物戯画」の項を参照。
- 紙本著色華厳宗祖師絵伝 7巻 - 鎌倉時代の作。新羅の華厳宗の祖とされる義湘と元暁の伝記絵巻である。国宝指定時は全6巻であったが、修理後は7巻に調巻されている。
- 紙本著色明恵上人像 - 「樹上座禅像」と称される。通例の祖師像と異なり、明恵の姿は山中の自然景の中に小さく表現されている。鎌倉時代の作。
- 絹本著色仏眼仏母像（絵画） - 鎌倉時代初期、12世紀末の作。明恵の念持仏であり、図中には明恵自身による書き込みがある。
- 玉篇巻第廿七（前半） - 中国梁代成立の漢字辞書「玉篇」の、唐時代の写本。本書の写本は中国では早くに失われて日本にしか残っていない点で貴重。
- 篆隷万象名義 6冊（てんれいばんしょうめいぎ） - 空海の編纂とされる漢字辞書の唯一の古写本として貴重。永久2年（1114年）の書写奥書あり。
- 冥報記（めいほうき）3巻 - 唐代成立の仏教説話集の写本で、成立から2世紀ほど後の唐代末期の写本とされる。本書は中国では早くに失われており、現存最古写本として貴重。

### 重要文化財
- 乾漆薬師如来坐像 - 奈良時代末期の作。元来は薬師三尊像の中尊であった。両脇侍像は明治時代に寺外に流出し、日光菩薩像は東京国立博物館、月光（がっこう）菩薩像は東京藝術大学大学美術館に所蔵されている。これら三尊像は古くは丹波国（現・京都府亀岡市）の金輪寺に安置されていた。
- 木造明恵上人坐像 - 開山堂に安置。鎌倉時代の作。
- 木造鹿1対 - 鎌倉時代。雌雄の鹿を狛犬風に作ったもので、他に例を見ない。鹿は春日明神の使いとされ、高山寺鎮守の春日明神の神前に置かれたものと思われる。
- 木造白光神（びゃっこうしん）立像 - 鎌倉時代初期。白光神は、インドの神とされ、善妙神（中国の神）、春日明神（日本の神）とともに高山寺の鎮守神として祭られた。名前の通り、着衣から台座まで真っ白に塗られているが、これはヒマラヤの雪を象徴するものという。
- 木造善妙神立像 - 鎌倉時代初期。鮮やかな彩色がよく残る。白光神像とともに、仏師湛慶の作と推定されている。
- 高山寺典籍文書（もんじょ）類9,293点 - 高山寺に伝来する平安時代から近世に至る仏典、記録等を一括指定したもの。
- 高弁夢記（こうべんゆめのき）17点 - 「高弁」は明恵のこと。明恵が自分の見た夢を記録した日記であり、夢の中での宗教的経験が彼の思想に大きく影響していることがわかる。建久7年（1196年、23歳）から貞応2年（1223年、51歳）までのものが残っている。

以下は高山寺所有の重要文化財の一覧である（上に略説したものも重出している）。
建造物
- 宝篋印塔
- 如法経塔（石造一重塔）

以上いずれも鎌倉時代のもの。このほか未指定だが鎌倉期の優れた石造美術品として、「石水院」銘笠塔婆、明恵上人五輪塔（霊屋内安置）がある。
絵画
- 絹本著色華厳海会諸聖衆曼荼羅図
- 絹本著色五聖曼荼羅図
- 絹本著色熊野曼荼羅図
- 絹本著色不空三蔵像
- 絹本著色文殊菩薩像
- 絹本著色菩薩像（寺伝弥勒菩薩像）
- 絹本著色明恵上人像
- 紙本淡彩藤原兼経像
- 紙本墨画高僧像
- 紙本墨画将軍塚絵巻
- 紙本墨画達磨宗六祖師像

彫刻
- 乾漆薬師如来坐像
- 木造狛犬 一対
- 木造狛犬 三対
- 木造鹿 一対、木造馬 1躯、木造犬 1躯（「馬」と「犬」は2001年追加指定[3]）
- 木造善妙神立像（附：髹漆厨子）
- 木造白光神立像（附：髹漆厨子）
- 木造明恵上人坐像（開山堂安置）

工芸品
- 阿字螺鈿蒔絵月輪形厨子 弥勒菩薩像納置
- 黒漆机
- 木製彩絵転法輪筒
- 輪宝羯磨蒔絵舎利厨子[4]

書跡典籍
- 華厳宗一乗開心論　巻下
- 華厳孔目章 巻第一、第二、第三、第四 4帖 建久五年成弁書写奥書
- 華厳伝音義
- 義天録 巻第一、第二・第三　2巻 安元二年奥書
- 金剛頂瑜伽経 巻第一、第二、第三 3巻 各巻に弘仁六年の願文あり
- 倶舎論中不染無知断位料簡 建久二年成弁書写奥書
- 古華厳経（黒漆函入）54帖 貞永元年奥書
- 釈迦五百大願経 上下 2帖 嘉禎三年奥書
- 新訳華厳経音義 安貞二年奥書
- 貞元華厳経 38巻 貞応元年奥書
- 貞元華厳経音義
- 梵天火羅図 1帖
- 明恵上人詠草
- 華厳信種義 明恵上人筆 承久三年奥書
- 大唐天竺里程書 明恵上人筆
- 入解脱門義 上下 明恵上人筆 2帖
- 大法炬陀羅尼経要文集 明恵上人筆
- 弥勒上生経 石川年足筆
- 史記 巻第三、第四 2巻 巻第三に建暦元年奥書
- 論語 巻第四、第八 2巻 巻第四に嘉元元年奥書
- 論語 巻第七、第八 2巻
- 荘子 7巻
- 宋刊本斉民要術 巻第五、第八 2冊
- 宋版華厳三昧章 法蔵述
- 宋版金光明文句護国記 如湛述　4帖
- 宋版金剛記外別解 笑庵観復述　4帖
- 宋版法蔵和尚伝 崔致遠結
- 高弁夢記 1巻、9通、2帖、2冊、3幅
- 高山寺典籍文書類 9,290点
- 神尾一切経蔵領古図 2幅 紙背に正嘉二年の記あり

（出典）2000年までの指定物件については、『国宝・重要文化財大全 別巻』（所有者別総合目録・名称総索引・統計資料）（毎日新聞社、2000）による。

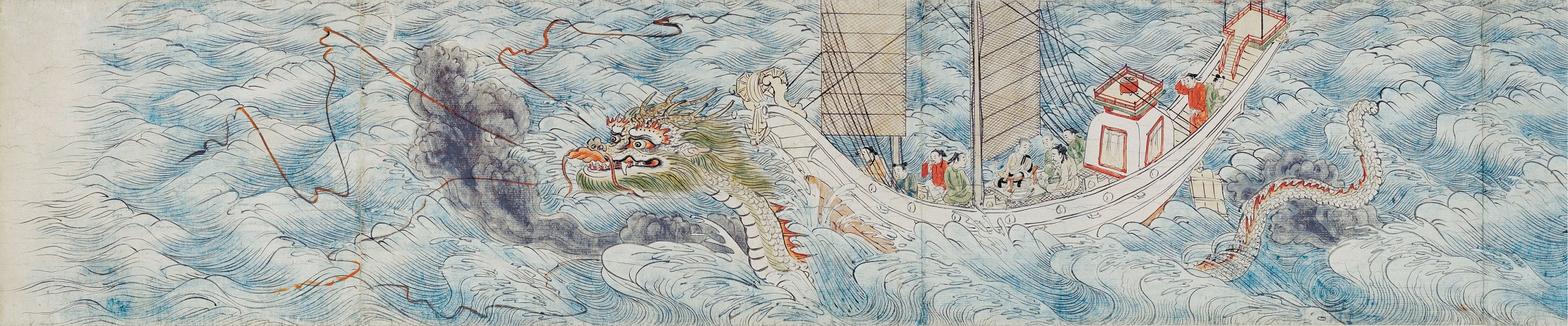
華厳宗祖師絵伝（部分）竜と化した善妙が義湘の船を護る

### 国指定史跡
- 境内 - 1966年（昭和41年）指定。

### 京都市指定名勝
- 遺香庵庭園 - 1995年（平成7年）3月30日指定。

### 高山寺旧蔵の文化財
- 木心乾漆日光菩薩・月光菩薩像 - 奈良時代作。高山寺所蔵の薬師如来坐像（重要文化財）の両脇侍像だったもの。明治時代に寺を離れ、東京美術学校（東京芸術大学の前身の一つ）の所蔵となった。日光菩薩像は1892年に東京美術学校から当時の帝国博物館に移管され、現在は東京国立博物館蔵となっている。破損甚大な月光菩薩像は博物館には移管されず、現在は東京芸術大学蔵となっている。[5]
- 辨非集 - かつて高山寺に伝来し、1936年（昭和11年）に重要美術品に認定された中国の仏教書である「辨非集」（べんひしゅう、宋時代の刊本）が2013年7月に中国浙江省で開かれたオークションに出品され、約8千万円で落札された[6][7]。なお、「辨非集」は1936年の重要美術品認定時にはすでに個人所蔵品となっていたものであり[8]、近年高山寺から流出したものではない。「重要美術品等ノ保存ニ関スル法律」は1950年の文化財保護法施行に伴い廃止されているが、過去に認定された重要美術品の認定効力は持続しており（文化財保護法付則第4条）、重要美術品の輸出には文部科学大臣の許可が必要となっている。

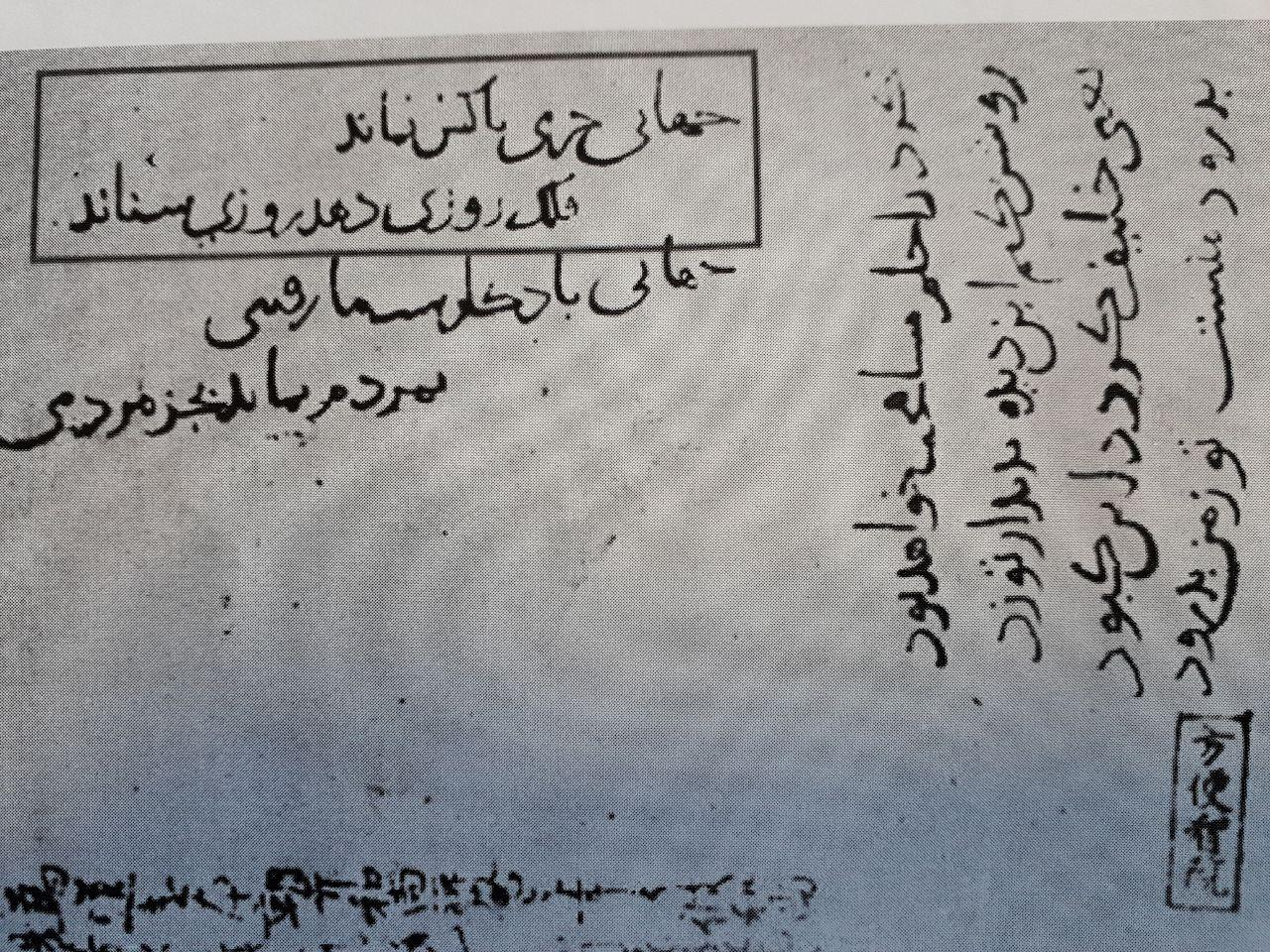
紙本墨書南番文字

- 紙本墨書南番文字 紙本墨書南番文字 - 支院の方便智院旧蔵。重要文化財（美術品）。13世紀に南宋で書かれたペルシア語文書。日本人僧の慶政が渡宋中、泉州で出会った異国人に書いてもらったもので、慶政は仏教の経文が書かれたものと誤解して日本に持ち帰り、明恵に贈った。明治初期に流出し個人蔵となっている。1909年、羽田亨が、実際はペルシア語の詩句であることを明らかにした[9][10]。

## 拝観
境内は普段は無料で入場できるが、紅葉期だけは有料となる。石水院のみ通年の有料拝観となり、紅葉期は境内とは別料金での拝観となる。国道沿いに駐車場があり無料で利用できるが、11月のみ有料の時期がある。